# Liga Nacional de Hockey Hielo 2019-20
La Liga Nacional de Hockey sobre Hielo 2019-20 fue la 49.ª edición de la liga española de hockey sobre hielo, máxima categoría a nivel nacional.

## Equipos
| Equipo                        | Localidad     | Estadio                       | Capacidad |
| ----------------------------- | ------------- | ----------------------------- | --------- |
| Club Gel Puigcerdà            | Puigcerdá     | Club Poliesportiu Puigcerdà   | 1450      |
| SAD Majadahonda               | Majadahonda   | Pista de hielo La Nevera      | 250       |
| FC Barcelona                  | Barcelona     | Palau de Gel                  | 1256      |
| Club Hockey Hielo Txuri Urdin | San Sebastián | Palacio del Hielo Txuri Urdin | 800       |
| Club Hielo Jaca               | Jaca          | Pabellón de Hielo de Jaca     | 2000      |

## Clasificación
| | Equipo           | PJ | PG | PGP | PP | PPP | Puntos | GF | GC | PIM |
| --- | ---------------- | -- | -- | --- | -- | --- | ------ | -- | -- | --- |
| 1 | Barça Hockey Gel | 16 | 9  | 3   | 4  | 0   | 33     | 77 | 50 | 338 |
| 2 | CHH Txuri Urdin  | 16 | 9  | 1   | 5  | 1   | 30     | 74 | 53 | 289 |
| 3 | CH Jaca          | 16 | 6  | 0   | 7  | 3   | 21     | 52 | 63 | 292 |
| 4 | CG Puigcerda     | 16 | 5  | 1   | 8  | 2   | 19     | 52 | 76 | 347 |
| 5 | SAD Majadahonda  | 16 | 4  | 2   | 9  | 1   | 17     | 46 | 59 | 275 |
| Fuente: Federación Española de Deportes de Hielo: Clasificación de la Liga Nacional de Hockey sobre Hielo; actualización automática |                  |    |    |     |    |     |        |    |    |     |

- Datos: Q66987210